# Бригада Дюронеля (Франция)
Бригада лёгкой кавалерии Дюронеля (фр. brigade de cavalerie légère Durosnel) — формирование лёгкой кавалерии (соединение, бригада), созданное Наполеоном 10 сентября 1806 года для действий в составе 7-го армейского корпуса маршала Ожеро Великой Армии. 21 февраля 1807 года 7-й корпус был распущен, и с 28 марта 1807 года бригада действовала в составе дивизии лёгкой кавалерии Лассаля.
С декабря 1807 года — Бригада лёгкой кавалерии Бордесуля (фр. brigade de cavalerie légère Bordesoulle).
С 30 марта 1809 года — Бригада лёгкой кавалерии Кольбера (фр. brigade de cavalerie légère Colbert).
12 июля 1810 года бригада была распущена.

## Командиры бригады
- бригадный генерал Антуан Дюронель (20 сентября 1806 — декабрь 1807)
- бригадный генерал Этьен Бордесуль (декабрь 1807 — 21 сентября 1808)
- бригадный генерал Эдуар де Кольбер (30 марта 1809 — 12 июля 1810)

## Подчинение и номер бригады
| бригада и номер              | дивизия                          | корпус                  | армия          | дата             |
| ---------------------------- | -------------------------------- | ----------------------- | -------------- | ---------------- |
| бригада лёгкой кавалерии     |                                  | 7-й армейский корпус    | Великая Армия  | 10 сентября 1806 |
| 4-я бригада лёгкой кавалерии | дивизия лёгкой кавалерии Лассаля | резервная кавалерия     | Великая Армия  | 28 марта 1807    |
| бригада лёгкой кавалерии     | дивизия лёгкой кавалерии Лассаля | резервный корпус        | Великая Армия  | 12 июля 1807     |
| бригада лёгкой кавалерии     |                                  | Данцигский корпус Удино | Рейнская армия | 15 октября 1808  |
| бригада лёгкой кавалерии     |                                  | 2-й армейский корпус    | Армия Германии | 1 апреля 1809    |
| 7-я бригада лёгкой кавалерии |                                  | 2-й армейский корпус    | Армия Германии | 21 июля 1809     |

## Состав бригады
9-й гусарский полк (фр. 9e régiment de hussards)
в составе бригады с 11 ноября 1807 года.
командиры полка:
- полковник Пьер Готрен (16 октября 1806 – 21 сентября 1809)
- полковник Луи Менье (с 21 сентября 1809)

7-й конно-егерский полк (фр. 7e régiment de chasseurs à cheval)
в составе бригады с момента её формирования.
командиры полка:
- полковник Аделаид Лагранж (8 февраля 1801 – 25 июня 1807)
- полковник Ипполит Пире (25 июня 1807 – 10 марта 1809)
- полковник Франсуа-Жозеф Бон (16 марта – 14 июня 1809)
- полковник Александр Монбрен (с 15 июля 1809)

20-й конно-егерский полк (фр. 20e régiment de chasseurs à cheval)
в составе бригады с момента её формирования.
командиры полка:
- полковник Жозеф Мариньи (8 сентября 1799 – 14 октября 1806)
- полковник Бертран Кастекс (20 октября 1806 – 21 июля 1809)
- полковник Жан-Батист Кавруа (с 10 августа 1809)

22-й конно-егерский полк (фр. 22e régiment de chasseurs à cheval)
в составе бригады с 20 марта 1807, и до 22 июля 1807.
командиры полка:
- полковник Этьен Бордесуль (27 декабря 1805 – 25 июня 1807)
- полковник Жан-Батист Пьетон-Премаль (с 25 июня 1807)

## Организация и численность бригады
На 1 июня 1807 года:
- командир бригады — бригадный генерал Антуан Дюронель
  - 7-й конно-егерский полк (3 эскадрона, 436 человек, командир — полковник Аделаид Лагранж)
  - 20-й конно-егерский полк (3 эскадрона, 497 человек, командир — полковник Бертран Кастекс)
  - 22-й конно-егерский полк (3 эскадрона, 314 человек, командир — полковник Этьен Бордесуль)
    - Всего: 9 эскадронов, 1247 человек[3].